# Matéria orgânica dissolvida
A matéria orgânica dissolvida constitui a forma mais abundante da matéria orgânica em sistemas aquáticos e representa a fração que passa através de filtro cuja porosidade é definida operacionalmente. A porosidade do filtro tipicamente encontrada na literatura é 0,45 µm. Na prática essa porosidade tende a variar entre 0,1 e 1,2 μm. Em linhas gerais, matéria orgânica é uma mistura complexa de moléculas de diversas origens tais como carboidratos, proteínas, lipídios e substâncias húmicas encontradas em águas naturais. Essa matéria orgânica é composta majoritariamente por carbono e por isso, pode ser medida como carbono orgânico. Como a maior parte desse carbono orgânico ocorre na fração dissolvida, ele é comumente descrito como carbono orgânico dissolvido.

## Definição clássica: matéria orgânica dissolvida e matéria orgânica particulada
Tradicionalmente, a matéria orgânica é dividida nas frações particulada e dissolvida de acordo com o diâmetro das partículas. A definição desses termos é operacional e surgiu em meados do século XX com o aparecimento de filtros com tamanho de poro entre 0,45 e 1,0 µm, sendo que o primeiro tornou-se a base operacional para essa definição clássica. Em outras palavras, a classificação entre particulado e dissolvido depende do método de filtração e da porosidade da membrana filtrante.
Historicamente, a fração que passa através de filtro com tamanho de poro 0,45 µm é classificada como dissolvida, enquanto aquilo que fica retido no filtro corresponde à fração particulada. Resumindo, em termos numéricos a fração dissolvida compreende todo o material com tamanho menor que 0,45 µm. Outros tamanhos de poro podem ser utilizados na definição em diferentes ramos da ciência. Por exemplo, a definição prática do termo “dissolvido” tipicamente utilizada em oceanografia é simplesmente “todas as substâncias que passam através de um filtro GF/F (0,7 µm de porosidade)”.
Por ser uma mistura extremamente complexa, apenas 10 a 30% dos compostos na fração dissolvida da matéria orgânica podem ser caracterizados. Entretanto, sabe-se que a matéria orgânica dissolvida presente na água do mar é constituída principalmente por algumas bactérias de tamanho reduzido e macro/micromoléculas, tais como carboidratos e lipídios que se degradam rapidamente. Já a matéria orgânica particulada compreende organismos vivos, organismos mortos (isto é, detritos) e agregados macroscópicos.
Quando os problemas analíticos foram superados através da melhoria das técnicas empregadas para determinação do carbono orgânico dissolvido, diversos estudos comprovaram que a concentração do mesmo no oceano é significantemente maior que o carbono orgânico particulado. Estima-se que o carbono orgânico particulado representa apenas de 1 a 10% do total de carbono orgânico presente no oceano. Por conta disso, o processo de filtração de águas oceânicas muito afastadas da costa é frequentemente não executado, pois o carbono orgânico particulado é uma fração tão pequena que esforços extras para o processamento da amostra podem até ocasionar problemas analíticos (ex.: contaminação da amostra).[carece de fontes?]

## Frações da matéria orgânica dissolvida
Embora a definição usual seja bastante útil, é importante ter em mente que a "matéria orgânica dissolvida" não indica exatamente o que de fato está verdadeiramente na fase dissolvida da matéria orgânica em sistemas aquáticos naturais. A fração que passa através do filtro inclui, juntamente com o material verdadeiramente dissolvido, os componentes coloidais. Estes são tão pequenos (tamanho entre 1 nm e 1 µm) que não são retidos pelos filtros usualmente utilizados para coletar a matéria orgânica particulada. Dessa forma, os coloides são incluídos na matéria orgânica dissolvida. Essa distinção entre as frações da matéria orgânica dissolvida foi possível através dos métodos de ultrafiltração e filtração em gel, que separam materiais na faixa de 1 nm (isto é, 0,001 µm) e retém inclusive bactérias, vírus e até macromoléculas.[carece de fontes?] Estima-se que 50% da matéria orgânica dissolvida está presente no oceano como coloides de alto peso molecular (4.000-100.000 Da) cuja composição é semelhante à do fitoplâncton, sugerindo que este seja a fonte mais provável de partículas coloidais para a água do mar e que a contribuição terrestre é pouco significativa.